# Лука (Коваленко)
Митрополи́т Лука́ (в миру Андрей Вячеславович Коваленко, укр. Андрій В'ячеславович Коваленко; р. 11 июля 1971, Харцызск) — епископ Украинской православной церкви митрополит Запорожский и Мелитопольский (во главе епархии с 2010, до 2016 — архиепископ).

## Биография
Родился 11 июля 1971 года в Харцызске. В 1988 году окончил среднюю школу. Не поступив дважды в институт, пошёл работать санитаром в центральную городскую больницу города Харцызска. В 1989 году был призван в армию.
В марте 1998 года митрополитом Донецким и Мариупольским Иларионом (Шукало) был рукоположён в сан диакона. В мае 1999 года был рукоположён в сан иерея.
В 1999—2005 годах служил в Свято-Николаевском храме города Донецка.
25 декабря 2003 года в Свято-Успенском Святогорском монастыре принял монашество с именем Лука в честь святителя Луки Крымского.
В 2004—2005 годах был председателем отдела по взаимодействию с промышленными предприятиями и организациями Донецкой епархии. При его участии были возведены три храма и реконструировано помещение под два домовых храма.
В мае 2004 года был возведён в сан архимандрита.

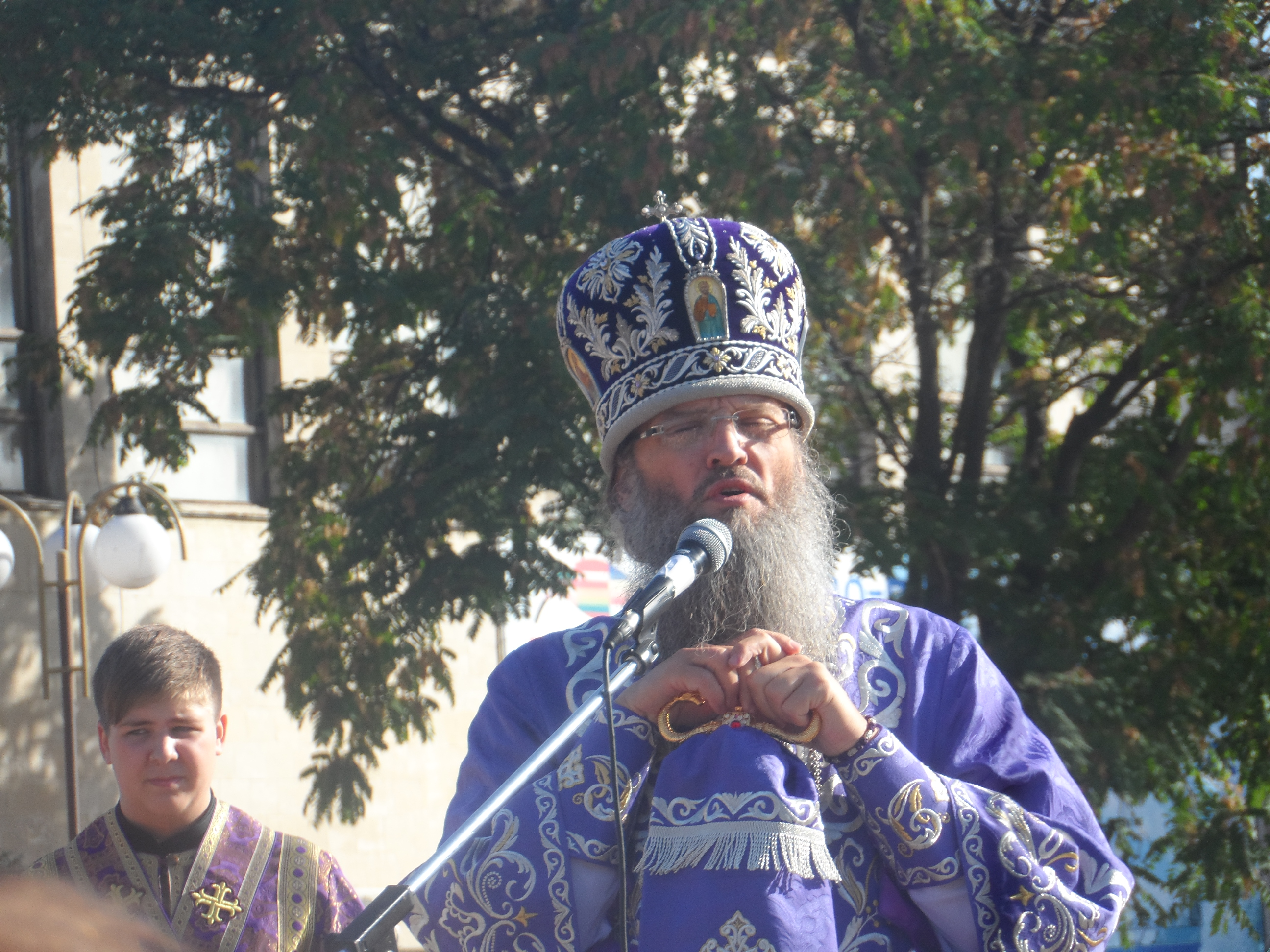

С сентября 2005 года был клириком Полтавской епархии, занимал должность заместителя председателя Синодального отдела религиозного образования, миссионерства и катехизации Украинской православной церкви (УПЦ).
13 ноября 2005 года состоялась хиротония в епископа Васильковского, викария Киевской епархии. С 2005 года являлся также наместником ставропигиальной Богородице-Рождественской Глинской пустыни.
В 2007—2008 годах возглавлял Синодальный отдел УПЦ «Миссия „Церковь и медицина“».
Решением Священного синода УПЦ от 8 мая 2008 года епископ Лука был назначен на Конотопскую кафедру с оставлением за ним настоятельства Глинской пустыни.
29 апреля 2008 года возведён в сан архиепископа.
23 октября 2008 года публично проклял настоятеля сумского Спасо-Преображенского кафедрального собора протоиерея Георгия Бавыкина и всех, кто его поддерживает.
23 декабря 2010 года назначен управляющим Запорожской и Мелитопольской епархией с освобождением от управления Конотопской и Глуховской епархией и от должности наместника Глинской пустыни.
С 8 мая по 20 июля 2012 года временно управлял Бердянской и Приморской епархией.
В 2012 году проводил благотворительный марафон «Любовь милосердствует» для помощи онкобольным детям Запорожской области.
В 2013 году назначен председателем Синодального отдела по делам пастырской опеки казачества Украины и духовно-физического воспитания молодёжи.
17 августа 2016 года, в день празднования двухлетия интронизации предстоятеля УПЦ Онуфрия, он возвёл архиепископа Луку в сан митрополита.
В сентябре 2018 — феврале 2019 года — временный член Священного синода Русской православной церкви.
В ноябре 2018 года был вызван для проведения профилактической беседы в СБУ, по результатам которой 19 ноября опубликовал видеообращение, в котором назвал президента Украины Петра Порошенко «современным гонителем церкви».

## Отношение к отпеванию
В 2013 году архиепископ Лука заявил, что «за неотпетых усопших молиться нельзя, иначе священник, его близкие, его дети или внуки будут болеть».
В 2018 году Лука поддержал священника Запорожской епархии УПЦ Московского патриархата, который отказался отпевать двухлетнего ребёнка, крещённого в  УПЦ Киевского патриархата.

## Образование, учёные степени, преподавательская деятельность
В 1992 году студент Донецкого государственного медицинского университета. В 2000 году стал магистром медицины. В 2015 году в Харьковском национальном медицинском университете защитил диссертацию «Медико-соціальне обґрунтування моделі інформаційно-освітнього забезпечення профілактики хвороб системи кровообігу» на соискание учёной степени кандидата медицинских наук.
С 1998 по 2002 год заочно учился в Киевской духовной семинарии, а с 2002 года также заочно в Киевской духовной академии. Защитил диссертацию с присвоением степени «кандидат богословия» за работу «Богословие творчества в учении свт. Григория Паламы».
В 2007—2011 годах — преподаватель пастырской психологии и психиатрии Киевской духовной академии и семинарии.
С 2011 года — преподаватель биоэтики в Запорожском государственном медицинском университете. Ассистент кафедры организации охраны здоровья, социальной медицины и лечебно-трудовой экспертизы.
Автор монографии по тупой травме глаза. В 2015 году вместе со спортсменкой Любовью Черепахой выступил соавтором доклада «Ренессанс импрегнации Православия и гиревого спорта» на международной научной конференции в Венгрии.

## Санкции
12 декабря 2022 года, на фоне вторжения России на Украину, внесён в санкционный список Украины против иерархов УПЦ «за пособничество и оправдание российской агрессии против Украины, а также продвижение идей "русского мира" в стране». Санкции, предусматривают заморозку активов, запрет на ведение коммерческой деятельности сроком на пять лет. По данным СБУ фигуранты санкционного списка согласились на сотрудничество с оккупационными российскими властями, продвигают пророссийские нарративы, оправдывают военную агрессию России на Украине.

## Награды
- Орден преподобного Нестора Летописца I степени (2005, УПЦ МП)[24],
- Знак отличия «За заслуги перед Запорожским краем» III степени (2012)[8],
- Орден святого князя Ярослава Мудрого (2015, УПЦ МП)[25],
- Орден преподобного Иова Почаевского I степени (2021, УПЦ МП)[26],
- Орден преподобного Сергия Радонежского III степени (2021, РПЦ)[27].